# Čínské impérium
Čínské impérium, někdy nazývané "Velké čínské impérium" byla země existující velmi krátkou dobu v letech, kdy byl vůdcem Čínské republiky prezident Jüan Š'-kchaj, který se v roce 1915 pokusil restaurovat monarchii na území původní absolutistické Číny. Výsledkem tohoto pokusu bylo právě Čínské impérium, na jehož trůn usedl čínský prezident jako jediný panovník dynastie Chung-sien. Po korunovaci však téměř ve všech provinciích země vypukly občanské protesty a císař Jüan Š'-kchaj, přestože se těšil podpoře Evropy i Japonska, musel úřad zrušit. Zanedlouho poté císař (tehdy už jen prezident) zemřel a politická situace v Číně se stala velmi nestabilní.

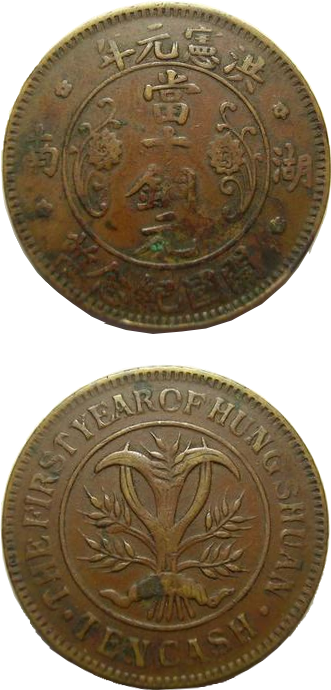
Nově ražené imperiální mince

Přestože zněl nový název země Čínské impérium, oblastně byla země nazývána podle dynastie Chung-sien a mezinárodně byl stále používán pojem Čínská republika (zkratka ROC). Byl opět zaveden nový letopočet od roku 1916, což byl "Chung-sienský rok jedna". Letopočet se pak opět vrátil do stavu před císařstvím, tedy "rok republiky".